# Station Slagelse
Station Slagelse is een treinstation in Slagelse, Denemarken.
Het station is geopend in 1892 en bedient treinen van de volgende lijnen:
- Kopenhagen - Korsør
- Slagelse - Værslev
- Slagelse - Næstved